# Pangraptella
Pangraptella là một chi bướm đêm thuộc họ Erebidae.